# Alcione (ptérosaure)
Pour les articles homonymes, voir Alcyone.
Alcione elainus
Genre
Espèce
Alcione est un genre fossile de ptérosaures ptérodactyloïdes basal ayant vécu au Maroc à la fin du Crétacé supérieur (Maastrichtien supérieur), il y a environ 67 Ma.
Selon Paleobiology Database en 2025, le genre est resté monotypique et une seule espèce fossile est rattachée au genre, l'espèce type Alcione elainus.

## Historique
Le genre Alcione l'espèce Alcione elainus sont décrits en 2018 par les paléontologues Nicholas R. Longrich (d), David M. Martill (d) et Brian Andres (d),,. 

### Fossiles
Selon Paleobiology Database en 2025, le genre Alcione a une seule collection référencée de fossiles. Cette collection est Maastrichtien supérieur du Crétacé supérieur, c'est-à-dire de 70,6 à 66 Ma avant notre ère.

### Répartition
Cette collection vient de Sidi Daoui du plateau de Khouribga dans le bassin d'Ouled Abdoun au Maroc.

### Découvertes
Ce ptérosaure fait partie d'un ensemble diversifié de ptérosaures découverts au Maroc dans les mines de phosphates de Sidi Daoui et de Sidi Chennane sur le plateau de Khouribga dans le bassin d'Ouled Abdoun, à environ 120 km au sud-est de Casablanca. Ils sont décrits ensemble par Longrich et son équipe en 2018.
Ces ptérosaures appartiennent à trois familles différentes : les Nyctosauridae, les Azhdarchidae et les Pteranodontidae, et à pas moins de sept espèces différentes :
- trois nyctosauridés :
  - Alcione elainus Longrich et al., 2018,
  - Simurghia robusta Longrich et al., 2018,
  - Barbaridactylus grandis Longrich et al., 2018 ;
- trois azhdarchidés :
  - Phosphatodraco mauritanicus Pereda-Suberbiola et al.[4],
  - Azhdarchidae aff. Quetzalcoatlus,
  - Azhdarchidae de Sidi Chennane ;
- un ptéranodontidé : 
  - Tethydraco regalis Longrich et al., 2018.

Ces nouvelles espèces décrites en 2018 modifient l'idée que les ptérosaures étaient en déclin avant la grande extinction de la fin du Crétacé intervenue il y a 66 Ma (millions d'années). En effet, avant cette date, les fossiles de ptérosaures n'étaient connus dans cet intervalle que par une dizaine d'espèces appartenant uniquement à la famille des azhdarchidés et découverts principalement en Amérique du Nord (dont le célèbre Quetzalcoatlus northropi).

### Étymologie
Le nom de genre Alcione fait référence à Alcyone, un personnage de la mythologie grecque et la fille d'Éole. Le nom d'espèce elainus vient du grec elaino, qui signifie « s'égarer ou errer ».

## Description

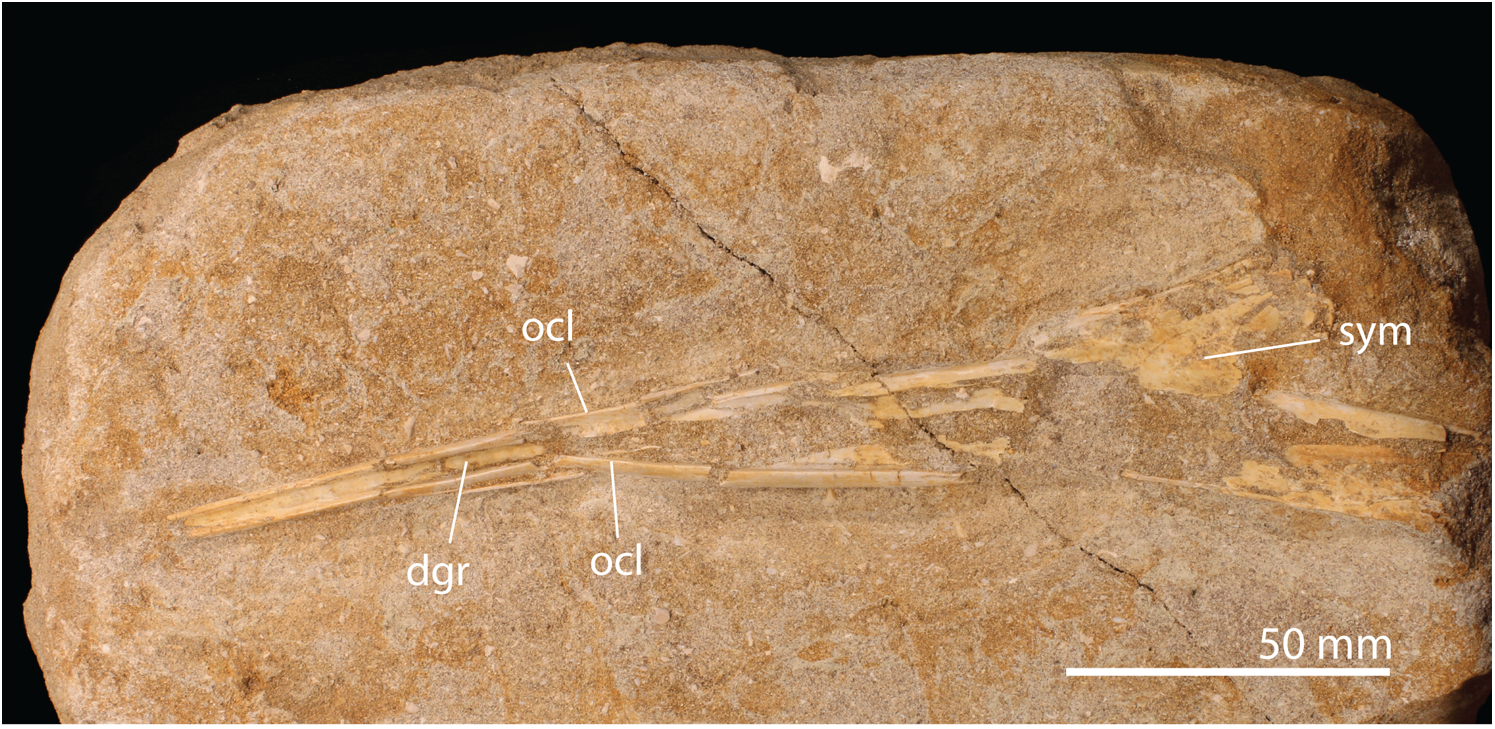
Mandibule.

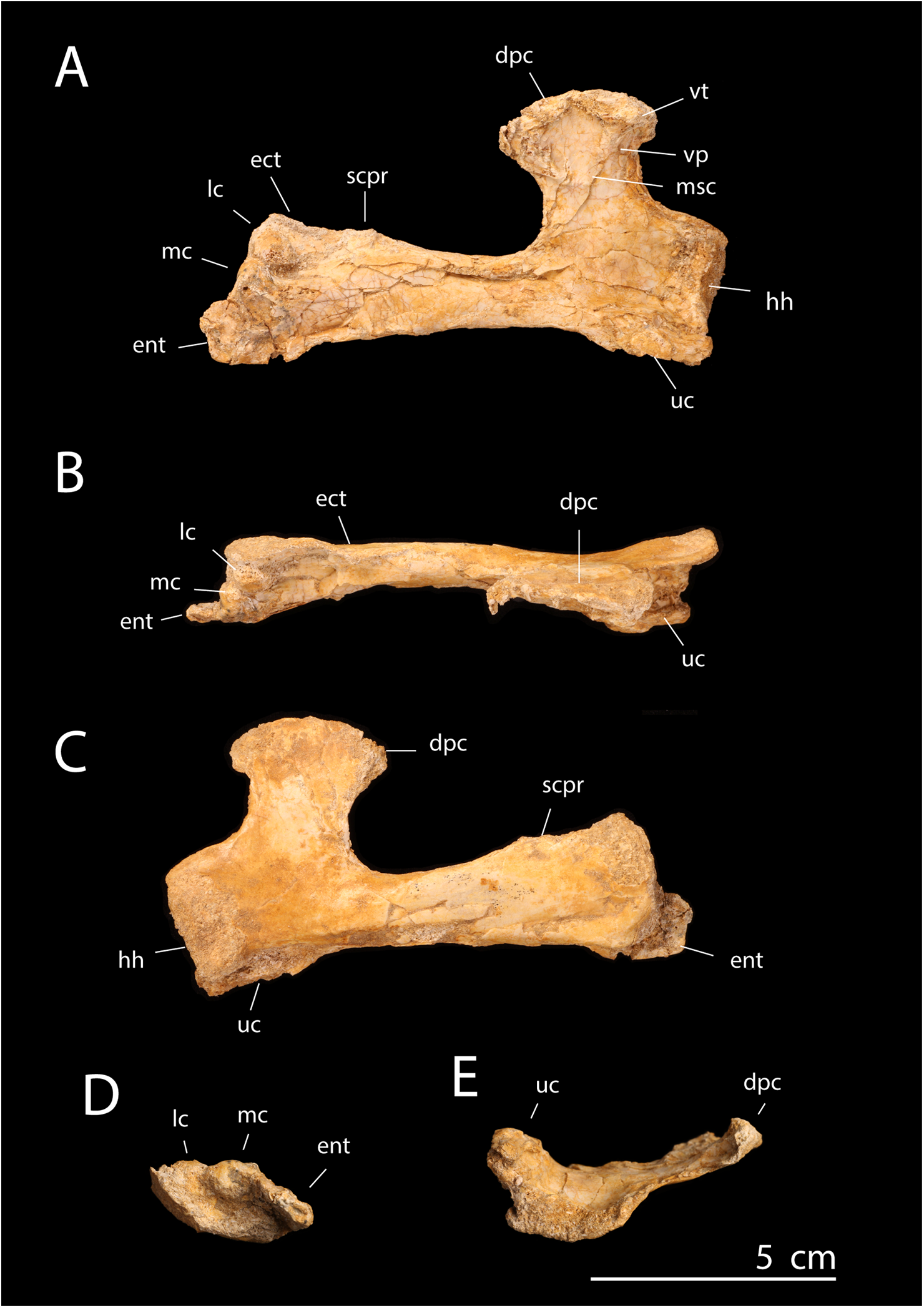
Humérus droit.

Alcione est un nyctosauridé de petite taille avec une envergure d'environ 2 mètres. Les proportions de ses pattes sont relativement courts par rapport à ses proches parents. Son anatomie est assez semblable à celle des autres genres de sa famille. Sa mandibule est étroite et en forme de « Y » en vue dorsale ; elle ne porte pas de dents mais ses bords sont tranchants.
Le scapulo-coracoïde est fusionné chez l'holotype, ce qui suggère qu'il appartenait à un spécimen adulte. Il est en forme de boomerang, une morphologie fréquente chez les nyctosauridés et à un moindre degré chez les ptéranodontidés.

## Paléobiologie
Les ailes relativement courtes d'Alcione suggèrent qu'il devait voler avec une cadence plus élevée de battements d'ailes par rapport aux autres nyctosauridés. Un autre explication est qu'il s'agirait d'une adaptation pour plonger et nager sous l'eau comme les oiseaux piscivores actuels tels les  pingouins modernes.

## Classification
Dans leurs analyses phylogénétiques, Fernandes et al. (2022) ont récupéré « Alcione » en tant que taxon frère de Epapatelo et Simurghia. Ces taxons, ainsi que les Nyctosauridae, constituent le clade Aponyctosauria.
|  | Tethydraco                                                                                      |
|  |                                                                                                 |
|  | \| \| Pteranodon longiceps \| \| \| \| \| \| Pteranodon sternbergi (Geosternbergia) \| \| \| \| |
|  |                                                                                                 |
|  | Pteranodon longiceps                                                                            |
|  |                                                                                                 |
|  | Pteranodon sternbergi (Geosternbergia)                                                          |
|  |                                                                                                 |

|  | Pteranodon longiceps                   |
|  |                                        |
|  | Pteranodon sternbergi (Geosternbergia) |
|  |                                        |

|  | Epapatelo |
|  |           |
|  | Simurghia |
|  |           |
|  | Alcione   |
|  |           |

|  | Nyctosaurus lamegoi                   |
|  |                                       |
|  | Nyctosaurus grandis (Barbaridactylus) |
|  |                                       |

|  | Nyctosaurus nanus    |
|  |                      |
|  | Nyctosaurus gracilis |
|  |                      |

|  | Nyctosaurus lamegoi                   |
|  |                                       |
|  | Nyctosaurus grandis (Barbaridactylus) |
|  |                                       |

|  | Nyctosaurus nanus    |
|  |                      |
|  | Nyctosaurus gracilis |
|  |                      |

|  | Nyctosaurus lamegoi                   |
|  |                                       |
|  | Nyctosaurus grandis (Barbaridactylus) |
|  |                                       |

|  | Nyctosaurus nanus    |
|  |                      |
|  | Nyctosaurus gracilis |
|  |                      |

|  | Nyctosaurus lamegoi                   |
|  |                                       |
|  | Nyctosaurus grandis (Barbaridactylus) |
|  |                                       |

|  | Nyctosaurus nanus    |
|  |                      |
|  | Nyctosaurus gracilis |
|  |                      |

|  | Epapatelo |
|  |           |
|  | Simurghia |
|  |           |
|  | Alcione   |
|  |           |

|  | Nyctosaurus lamegoi                   |
|  |                                       |
|  | Nyctosaurus grandis (Barbaridactylus) |
|  |                                       |

|  | Nyctosaurus nanus    |
|  |                      |
|  | Nyctosaurus gracilis |
|  |                      |

|  | Nyctosaurus lamegoi                   |
|  |                                       |
|  | Nyctosaurus grandis (Barbaridactylus) |
|  |                                       |

|  | Nyctosaurus nanus    |
|  |                      |
|  | Nyctosaurus gracilis |
|  |                      |

|  | Nyctosaurus lamegoi                   |
|  |                                       |
|  | Nyctosaurus grandis (Barbaridactylus) |
|  |                                       |

|  | Nyctosaurus nanus    |
|  |                      |
|  | Nyctosaurus gracilis |
|  |                      |

|  | Nyctosaurus lamegoi                   |
|  |                                       |
|  | Nyctosaurus grandis (Barbaridactylus) |
|  |                                       |

|  | Nyctosaurus nanus    |
|  |                      |
|  | Nyctosaurus gracilis |
|  |                      |

|  | Epapatelo |
|  |           |
|  | Simurghia |
|  |           |
|  | Alcione   |
|  |           |

|  | Nyctosaurus lamegoi                   |
|  |                                       |
|  | Nyctosaurus grandis (Barbaridactylus) |
|  |                                       |

|  | Nyctosaurus nanus    |
|  |                      |
|  | Nyctosaurus gracilis |
|  |                      |

|  | Nyctosaurus lamegoi                   |
|  |                                       |
|  | Nyctosaurus grandis (Barbaridactylus) |
|  |                                       |

|  | Nyctosaurus nanus    |
|  |                      |
|  | Nyctosaurus gracilis |
|  |                      |

|  | Nyctosaurus lamegoi                   |
|  |                                       |
|  | Nyctosaurus grandis (Barbaridactylus) |
|  |                                       |

|  | Nyctosaurus nanus    |
|  |                      |
|  | Nyctosaurus gracilis |
|  |                      |

|  | Nyctosaurus lamegoi                   |
|  |                                       |
|  | Nyctosaurus grandis (Barbaridactylus) |
|  |                                       |

|  | Nyctosaurus nanus    |
|  |                      |
|  | Nyctosaurus gracilis |
|  |                      |

|  | Epapatelo |
|  |           |
|  | Simurghia |
|  |           |
|  | Alcione   |
|  |           |

|  | Nyctosaurus lamegoi                   |
|  |                                       |
|  | Nyctosaurus grandis (Barbaridactylus) |
|  |                                       |

|  | Nyctosaurus nanus    |
|  |                      |
|  | Nyctosaurus gracilis |
|  |                      |

|  | Nyctosaurus lamegoi                   |
|  |                                       |
|  | Nyctosaurus grandis (Barbaridactylus) |
|  |                                       |

|  | Nyctosaurus nanus    |
|  |                      |
|  | Nyctosaurus gracilis |
|  |                      |

|  | Nyctosaurus lamegoi                   |
|  |                                       |
|  | Nyctosaurus grandis (Barbaridactylus) |
|  |                                       |

|  | Nyctosaurus nanus    |
|  |                      |
|  | Nyctosaurus gracilis |
|  |                      |

|  | Nyctosaurus lamegoi                   |
|  |                                       |
|  | Nyctosaurus grandis (Barbaridactylus) |
|  |                                       |

|  | Nyctosaurus nanus    |
|  |                      |
|  | Nyctosaurus gracilis |
|  |                      |

|  | Epapatelo |
|  |           |
|  | Simurghia |
|  |           |
|  | Alcione   |
|  |           |

|  | Nyctosaurus lamegoi                   |
|  |                                       |
|  | Nyctosaurus grandis (Barbaridactylus) |
|  |                                       |

|  | Nyctosaurus nanus    |
|  |                      |
|  | Nyctosaurus gracilis |
|  |                      |

|  | Nyctosaurus lamegoi                   |
|  |                                       |
|  | Nyctosaurus grandis (Barbaridactylus) |
|  |                                       |

|  | Nyctosaurus nanus    |
|  |                      |
|  | Nyctosaurus gracilis |
|  |                      |

|  | Nyctosaurus lamegoi                   |
|  |                                       |
|  | Nyctosaurus grandis (Barbaridactylus) |
|  |                                       |

|  | Nyctosaurus nanus    |
|  |                      |
|  | Nyctosaurus gracilis |
|  |                      |

|  | Nyctosaurus lamegoi                   |
|  |                                       |
|  | Nyctosaurus grandis (Barbaridactylus) |
|  |                                       |

|  | Nyctosaurus nanus    |
|  |                      |
|  | Nyctosaurus gracilis |
|  |                      |

|  | Epapatelo |
|  |           |
|  | Simurghia |
|  |           |
|  | Alcione   |
|  |           |

|  | Nyctosaurus lamegoi                   |
|  |                                       |
|  | Nyctosaurus grandis (Barbaridactylus) |
|  |                                       |

|  | Nyctosaurus nanus    |
|  |                      |
|  | Nyctosaurus gracilis |
|  |                      |

|  | Nyctosaurus lamegoi                   |
|  |                                       |
|  | Nyctosaurus grandis (Barbaridactylus) |
|  |                                       |

|  | Nyctosaurus nanus    |
|  |                      |
|  | Nyctosaurus gracilis |
|  |                      |

|  | Nyctosaurus lamegoi                   |
|  |                                       |
|  | Nyctosaurus grandis (Barbaridactylus) |
|  |                                       |

|  | Nyctosaurus nanus    |
|  |                      |
|  | Nyctosaurus gracilis |
|  |                      |

|  | Nyctosaurus lamegoi                   |
|  |                                       |
|  | Nyctosaurus grandis (Barbaridactylus) |
|  |                                       |

|  | Nyctosaurus nanus    |
|  |                      |
|  | Nyctosaurus gracilis |
|  |                      |

|  | Epapatelo |
|  |           |
|  | Simurghia |
|  |           |
|  | Alcione   |
|  |           |

|  | Nyctosaurus lamegoi                   |
|  |                                       |
|  | Nyctosaurus grandis (Barbaridactylus) |
|  |                                       |

|  | Nyctosaurus nanus    |
|  |                      |
|  | Nyctosaurus gracilis |
|  |                      |

|  | Nyctosaurus lamegoi                   |
|  |                                       |
|  | Nyctosaurus grandis (Barbaridactylus) |
|  |                                       |

|  | Nyctosaurus nanus    |
|  |                      |
|  | Nyctosaurus gracilis |
|  |                      |

|  | Nyctosaurus lamegoi                   |
|  |                                       |
|  | Nyctosaurus grandis (Barbaridactylus) |
|  |                                       |

|  | Nyctosaurus nanus    |
|  |                      |
|  | Nyctosaurus gracilis |
|  |                      |

|  | Nyctosaurus lamegoi                   |
|  |                                       |
|  | Nyctosaurus grandis (Barbaridactylus) |
|  |                                       |

|  | Nyctosaurus nanus    |
|  |                      |
|  | Nyctosaurus gracilis |
|  |                      |

|  | Epapatelo |
|  |           |
|  | Simurghia |
|  |           |
|  | Alcione   |
|  |           |

|  | Nyctosaurus lamegoi                   |
|  |                                       |
|  | Nyctosaurus grandis (Barbaridactylus) |
|  |                                       |

|  | Nyctosaurus nanus    |
|  |                      |
|  | Nyctosaurus gracilis |
|  |                      |

|  | Nyctosaurus lamegoi                   |
|  |                                       |
|  | Nyctosaurus grandis (Barbaridactylus) |
|  |                                       |

|  | Nyctosaurus nanus    |
|  |                      |
|  | Nyctosaurus gracilis |
|  |                      |

|  | Nyctosaurus lamegoi                   |
|  |                                       |
|  | Nyctosaurus grandis (Barbaridactylus) |
|  |                                       |

|  | Nyctosaurus nanus    |
|  |                      |
|  | Nyctosaurus gracilis |
|  |                      |

|  | Nyctosaurus lamegoi                   |
|  |                                       |
|  | Nyctosaurus grandis (Barbaridactylus) |
|  |                                       |

|  | Nyctosaurus nanus    |
|  |                      |
|  | Nyctosaurus gracilis |
|  |                      |

|  | Tethydraco                                                                                      |
|  |                                                                                                 |
|  | \| \| Pteranodon longiceps \| \| \| \| \| \| Pteranodon sternbergi (Geosternbergia) \| \| \| \| |
|  |                                                                                                 |
|  | Pteranodon longiceps                                                                            |
|  |                                                                                                 |
|  | Pteranodon sternbergi (Geosternbergia)                                                          |
|  |                                                                                                 |

|  | Pteranodon longiceps                   |
|  |                                        |
|  | Pteranodon sternbergi (Geosternbergia) |
|  |                                        |

|  | Epapatelo |
|  |           |
|  | Simurghia |
|  |           |
|  | Alcione   |
|  |           |

|  | Nyctosaurus lamegoi                   |
|  |                                       |
|  | Nyctosaurus grandis (Barbaridactylus) |
|  |                                       |

|  | Nyctosaurus nanus    |
|  |                      |
|  | Nyctosaurus gracilis |
|  |                      |

|  | Nyctosaurus lamegoi                   |
|  |                                       |
|  | Nyctosaurus grandis (Barbaridactylus) |
|  |                                       |

|  | Nyctosaurus nanus    |
|  |                      |
|  | Nyctosaurus gracilis |
|  |                      |

|  | Nyctosaurus lamegoi                   |
|  |                                       |
|  | Nyctosaurus grandis (Barbaridactylus) |
|  |                                       |

|  | Nyctosaurus nanus    |
|  |                      |
|  | Nyctosaurus gracilis |
|  |                      |

|  | Nyctosaurus lamegoi                   |
|  |                                       |
|  | Nyctosaurus grandis (Barbaridactylus) |
|  |                                       |

|  | Nyctosaurus nanus    |
|  |                      |
|  | Nyctosaurus gracilis |
|  |                      |

|  | Epapatelo |
|  |           |
|  | Simurghia |
|  |           |
|  | Alcione   |
|  |           |

|  | Nyctosaurus lamegoi                   |
|  |                                       |
|  | Nyctosaurus grandis (Barbaridactylus) |
|  |                                       |

|  | Nyctosaurus nanus    |
|  |                      |
|  | Nyctosaurus gracilis |
|  |                      |

|  | Nyctosaurus lamegoi                   |
|  |                                       |
|  | Nyctosaurus grandis (Barbaridactylus) |
|  |                                       |

|  | Nyctosaurus nanus    |
|  |                      |
|  | Nyctosaurus gracilis |
|  |                      |

|  | Nyctosaurus lamegoi                   |
|  |                                       |
|  | Nyctosaurus grandis (Barbaridactylus) |
|  |                                       |

|  | Nyctosaurus nanus    |
|  |                      |
|  | Nyctosaurus gracilis |
|  |                      |

|  | Nyctosaurus lamegoi                   |
|  |                                       |
|  | Nyctosaurus grandis (Barbaridactylus) |
|  |                                       |

|  | Nyctosaurus nanus    |
|  |                      |
|  | Nyctosaurus gracilis |
|  |                      |

|  | Epapatelo |
|  |           |
|  | Simurghia |
|  |           |
|  | Alcione   |
|  |           |

|  | Nyctosaurus lamegoi                   |
|  |                                       |
|  | Nyctosaurus grandis (Barbaridactylus) |
|  |                                       |

|  | Nyctosaurus nanus    |
|  |                      |
|  | Nyctosaurus gracilis |
|  |                      |

|  | Nyctosaurus lamegoi                   |
|  |                                       |
|  | Nyctosaurus grandis (Barbaridactylus) |
|  |                                       |

|  | Nyctosaurus nanus    |
|  |                      |
|  | Nyctosaurus gracilis |
|  |                      |

|  | Nyctosaurus lamegoi                   |
|  |                                       |
|  | Nyctosaurus grandis (Barbaridactylus) |
|  |                                       |

|  | Nyctosaurus nanus    |
|  |                      |
|  | Nyctosaurus gracilis |
|  |                      |

|  | Nyctosaurus lamegoi                   |
|  |                                       |
|  | Nyctosaurus grandis (Barbaridactylus) |
|  |                                       |

|  | Nyctosaurus nanus    |
|  |                      |
|  | Nyctosaurus gracilis |
|  |                      |

|  | Epapatelo |
|  |           |
|  | Simurghia |
|  |           |
|  | Alcione   |
|  |           |

|  | Nyctosaurus lamegoi                   |
|  |                                       |
|  | Nyctosaurus grandis (Barbaridactylus) |
|  |                                       |

|  | Nyctosaurus nanus    |
|  |                      |
|  | Nyctosaurus gracilis |
|  |                      |

|  | Nyctosaurus lamegoi                   |
|  |                                       |
|  | Nyctosaurus grandis (Barbaridactylus) |
|  |                                       |

|  | Nyctosaurus nanus    |
|  |                      |
|  | Nyctosaurus gracilis |
|  |                      |

|  | Nyctosaurus lamegoi                   |
|  |                                       |
|  | Nyctosaurus grandis (Barbaridactylus) |
|  |                                       |

|  | Nyctosaurus nanus    |
|  |                      |
|  | Nyctosaurus gracilis |
|  |                      |

|  | Nyctosaurus lamegoi                   |
|  |                                       |
|  | Nyctosaurus grandis (Barbaridactylus) |
|  |                                       |

|  | Nyctosaurus nanus    |
|  |                      |
|  | Nyctosaurus gracilis |
|  |                      |

|  | Epapatelo |
|  |           |
|  | Simurghia |
|  |           |
|  | Alcione   |
|  |           |

|  | Nyctosaurus lamegoi                   |
|  |                                       |
|  | Nyctosaurus grandis (Barbaridactylus) |
|  |                                       |

|  | Nyctosaurus nanus    |
|  |                      |
|  | Nyctosaurus gracilis |
|  |                      |

|  | Nyctosaurus lamegoi                   |
|  |                                       |
|  | Nyctosaurus grandis (Barbaridactylus) |
|  |                                       |

|  | Nyctosaurus nanus    |
|  |                      |
|  | Nyctosaurus gracilis |
|  |                      |

|  | Nyctosaurus lamegoi                   |
|  |                                       |
|  | Nyctosaurus grandis (Barbaridactylus) |
|  |                                       |

|  | Nyctosaurus nanus    |
|  |                      |
|  | Nyctosaurus gracilis |
|  |                      |

|  | Nyctosaurus lamegoi                   |
|  |                                       |
|  | Nyctosaurus grandis (Barbaridactylus) |
|  |                                       |

|  | Nyctosaurus nanus    |
|  |                      |
|  | Nyctosaurus gracilis |
|  |                      |

|  | Epapatelo |
|  |           |
|  | Simurghia |
|  |           |
|  | Alcione   |
|  |           |

|  | Nyctosaurus lamegoi                   |
|  |                                       |
|  | Nyctosaurus grandis (Barbaridactylus) |
|  |                                       |

|  | Nyctosaurus nanus    |
|  |                      |
|  | Nyctosaurus gracilis |
|  |                      |

|  | Nyctosaurus lamegoi                   |
|  |                                       |
|  | Nyctosaurus grandis (Barbaridactylus) |
|  |                                       |

|  | Nyctosaurus nanus    |
|  |                      |
|  | Nyctosaurus gracilis |
|  |                      |

|  | Nyctosaurus lamegoi                   |
|  |                                       |
|  | Nyctosaurus grandis (Barbaridactylus) |
|  |                                       |

|  | Nyctosaurus nanus    |
|  |                      |
|  | Nyctosaurus gracilis |
|  |                      |

|  | Nyctosaurus lamegoi                   |
|  |                                       |
|  | Nyctosaurus grandis (Barbaridactylus) |
|  |                                       |

|  | Nyctosaurus nanus    |
|  |                      |
|  | Nyctosaurus gracilis |
|  |                      |

|  | Epapatelo |
|  |           |
|  | Simurghia |
|  |           |
|  | Alcione   |
|  |           |

|  | Nyctosaurus lamegoi                   |
|  |                                       |
|  | Nyctosaurus grandis (Barbaridactylus) |
|  |                                       |

|  | Nyctosaurus nanus    |
|  |                      |
|  | Nyctosaurus gracilis |
|  |                      |

|  | Nyctosaurus lamegoi                   |
|  |                                       |
|  | Nyctosaurus grandis (Barbaridactylus) |
|  |                                       |

|  | Nyctosaurus nanus    |
|  |                      |
|  | Nyctosaurus gracilis |
|  |                      |

|  | Nyctosaurus lamegoi                   |
|  |                                       |
|  | Nyctosaurus grandis (Barbaridactylus) |
|  |                                       |

|  | Nyctosaurus nanus    |
|  |                      |
|  | Nyctosaurus gracilis |
|  |                      |

|  | Nyctosaurus lamegoi                   |
|  |                                       |
|  | Nyctosaurus grandis (Barbaridactylus) |
|  |                                       |

|  | Nyctosaurus nanus    |
|  |                      |
|  | Nyctosaurus gracilis |
|  |                      |

|  | Epapatelo |
|  |           |
|  | Simurghia |
|  |           |
|  | Alcione   |
|  |           |

|  | Nyctosaurus lamegoi                   |
|  |                                       |
|  | Nyctosaurus grandis (Barbaridactylus) |
|  |                                       |

|  | Nyctosaurus nanus    |
|  |                      |
|  | Nyctosaurus gracilis |
|  |                      |

|  | Nyctosaurus lamegoi                   |
|  |                                       |
|  | Nyctosaurus grandis (Barbaridactylus) |
|  |                                       |

|  | Nyctosaurus nanus    |
|  |                      |
|  | Nyctosaurus gracilis |
|  |                      |

|  | Nyctosaurus lamegoi                   |
|  |                                       |
|  | Nyctosaurus grandis (Barbaridactylus) |
|  |                                       |

|  | Nyctosaurus nanus    |
|  |                      |
|  | Nyctosaurus gracilis |
|  |                      |

|  | Nyctosaurus lamegoi                   |
|  |                                       |
|  | Nyctosaurus grandis (Barbaridactylus) |
|  |                                       |

|  | Nyctosaurus nanus    |
|  |                      |
|  | Nyctosaurus gracilis |
|  |                      |

### Publication originale
- [2018] (en) N. R. Longrich, D. M. Martill et B. Andres, « Late Maastrichtian pterosaurs from North Africa and mass extinction of Pterosauria at the Cretaceous-Paleogene boundary », PLoS Biology, vol. 16, no 3,‎ 2018, e2001663:1-38 (DOI 10.1371/journal.pbio.2001663, lire en ligne).